# Nils Stensson (Natt och Dag)
Nils Stensson (Natt och Dag), död i november 1439 i Norrköping av pesten, var ett svenskt riksråd.

## Biografi
Nils Stensson var son till Sten Bosson och gift med Margareta Stensdotter (Bielke), Karl Knutssons halvsyster. Han var riksråd från 1434, uppsattes i oktober 1435 av rådet på förslag till drots, men kung Erik utnämnde i stället Kristiern Nilsson. Han deltog därefter på Engelbrekt Engelbrektssons sida i 1436 års uppror och ledde belägringshären utanför Kalmar.
Då han inte var nöjd med de betydande förläningar, som detta år gavs till honom, framställde han utan framgång 1438 en begäran om mera hos riksföreståndaren Karl Knutsson, med vars halvsyster han var gift. Han anslöt sig därefter till Karl Knutssons motståndare drotsen Kristiern Nilsson och satte sig öppet till motvärn på Stegeborgs slott, vars hövitsman han var. Belägrad av Karl Knutsson, ansåg han det dock lämpligast att fly över till kung Erik på Gotland. Sedan denne i mars 1439 utnämnt honom till marsk, gick han med en styrka över till Östergötland, men vände snart tillbaka. Senare på året ingick han i Telge hus en förlikning med riksföreståndaren och miste därvid Stegeborg, men återupptog snart striden i Östergötland, blev då infångad och dog kort därefter.

### Familj
Nils Stensson var gift med Margareta Stensdotter (död 1439), dotter till hövitsmannen Sten Turesson (Bielke) och Margareta Karlsdotter (Sparre av Tofta).